# Église Saint-Martin de Saint-Martin-l'Hortier
Pour les articles homonymes, voir Église Saint-Martin.
L'église Saint-Martin est une église catholique située à Saint-Martin-l'Hortier, en France.

## Localisation
L'église est située à Saint-Martin-l'Hortier, commune du département français de la Seine-Maritime. 

## Historique
L'édifice actuel remplace une église du XIIe siècle dont la nef est refaite au XVIIe siècle. La charpente est datée du XVIe siècle.
La façade ouest a été refaite après 1945. Un berceau recouvre la nef en 1638 et une chapelle latérale a été érigée la même année.
L'édifice est inscrit au titre des monuments historiques par arrêté du 8 novembre 1996.
L'association pour la sauvegarde de l'art français a accordé une subvention de 40 000 francs pour la réfection de la couverture.

## Description
L'édifice est construit en pierre, brique et silex, matériaux de réemploi d'origine antique. L'édifice fait 22 m de long sur 6,75 m de large.
L'ancienne porte de l'église, pourvue de fers à cheval offerts par des paysans pour remercier saint Martin, se trouve au musée de Neufchâtel.
Le retable est pourvu de colonnes torses. Une cloche porte la date 1572.